# 3904 Хонда
3904 Хонда (3904 Honda) — астероїд головного поясу, відкритий Робертом Макнотом 22 лютого 1988 року. Названий на честь японського астронома Мінору Хонда.
Тіссеранів параметр щодо Юпітера — 3,383.